# Damona Corona
Damona Corona est une corona, formation géologique en forme de couronne, située sur la planète Vénus par 48,9° N et 28° E. Elle est localisée dans le quadrangle de Bereghinya Planitia. Elle a été nommée en référence à Damona, déesse gauloise de la fertilité, Grande vache"". 

## Géographie et géologie
Damona Corona couvre une surface circulaire d'environ 140 km de diamètre. 